# Taghalat
Taghalat est un petit village en Kabylie dans la commune de ath Mellikeche à la wilaya de Béjaïa en Algérie, et village natal du colonel Abderrahmane Mira et de Azwaw Amrane et de oubelaid lahlou,achiou boudjemaa, et autres valeureux chohada .
Taghalat tadart g izemawen
Taghalat a donné beaucoup de ses enfants pour la libération de l'Algérie.